# Phạm Hồng Sơn (trung tướng)
Phạm Hồng Sơn (1923 – 2013) là một sĩ quan cấp cao trong Quân đội nhân dân Việt Nam, hàm Trung tướng, Giáo sư, Tiến sĩ Khoa học Quân sự, nguyên Phó Giám đốc Học viện Quân sự cấp cao (nay là Học viện Quốc phòng); Phó Viện trưởng Viện Chiến lược quân sự (nay là Viện Chiến lược Quốc phòng trực thuộc Bộ Quốc phòng)

## Thân thế
Ông sinh năm 1923 tại xã Hưng Nhân, huyện Hưng Nguyên, tỉnh Nghệ An, mất ngày 27 tháng 8 năm 2013 tại Bệnh viện Trung ương Quân đội 108.
Khi hết hạn đi đày năm 1918, gia đình ông về Bắc Giang lập nghiệp và trở nên giàu có. Nhưng rồi bố ông mất sớm, gặp thời kỳ khủng hoảng kinh tế, nên năm 1930 gia đình ông phá sản. Mẹ ông và chị gái phải chuyển sang buôn bán nhỏ, lấy tiền nuôi ông ăn học.

## Sự nghiệp
Năm 1936, ông ra học trường Trung học Gia Long, rồi trường Bưởi. Năm 1941, ông thi đỗ vào học trường Luật. Năm 1945, khi phong trào kháng Nhật dâng cao, ông tham gia Tổng hội sinh viên Hà Nội.
Tháng 9 năm 1945, ông vào học trường Quân chính kháng Nhật khóa 4.
Sau đó ông được chuyển về Trung đoàn Bắc Bắc (sau này là Trung đoàn 36 – Đại đoàn quân tiên phong).
Ông từng trải qua các chức vụ như: Tham mưu trưởng Quân khu Hữu Ngạn (nay là Quân khu 3); Phó Viện trưởng Viện Khoa học Quân sự; Phó Giám đốc Học viện Quân sự cấp cao (nay là Học viện Quốc phòng); Phó Viện trưởng Viện Chiến lược quân sự (nay là Viện Chiến lược Quốc phòng-Bộ Quốc phòng), Thiếu tướng (1974), Trung tướng (1982)

## Gia đình
Vợ Phạm Hồng Sơn là Phó Giáo sư, Tiến sĩ Đặng Anh Đào (sinh 1934), bà là con gái thứ tư của cố Giáo sư Đặng Thai Mai, nguyên là giảng viên khoa Ngữ văn của Đại học Sư phạm Hà Nội.
Ông là anh em cọc chèo với Đại tướng Võ Nguyên Giáp và Trung tướng Phạm Hồng Cư.
Chú ruột là Liệt sĩ Phạm Hồng Thái, người chiến sĩ cách mạng nổi tiếng trong vụ ám sát hụt Toàn quyền Đông Dương Méc Lanh tại Sa Diện (Quảng Châu, Trung Quốc).

## Khen thưởng
- Huân chương Độc lập hạng Ba
- Huân chương Quân công hạng Nhất, hạng Ba
- Hai Huân chương chiến công hạng Nhất
- Huân chương Chiến công hạng Nhất
- Huân chương Chiến thắng hạng Nhất
- Huân chương Kháng chiến chống Mỹ cứu nước hạng Nhất
- Huân chương Chiến sĩ vẻ vang hạng Nhất, Nhì và Ba
- Huân chương Chiến sĩ Giải phóng hạng Nhất, Nhì và Ba
- Huân chương Quân kỳ chiến thắng
- Huy hiệu 60 năm tuổi Đảng[1]